# Komunistická strana Slovenska
Komunistická strana Slovenska (KSS), deutsch Kommunistische Partei der Slowakei, ist die Bezeichnung für mehrere frühere wie auch gegenwärtige politische Parteien in der früheren sowie heutigen Slowakei und in der ehemaligen Tschechoslowakei.

## Geschichte
Bis 1939 waren die slowakischen Kommunisten innerhalb der gesamttschechoslowakischen kommunistischen Partei Komunistická strana Československa (KSČ) lediglich als ein Flügel beziehungsweise Fraktion organisiert.
Nach 1939 kam es dann zu mehreren Neugründungen, Abspaltungen und Zusammenschlüssen:
- 1939 wurde mit der Gründung des slowakischen Staates Slovenská republika die völlig selbständige Komunistická strana Slovenska gegründet, die bis 1948 existierte
- 1948 ging aus der 1939 gegründeten KSS die neue Komunistická strana Slovenska hervor, die allerdings nicht selbständig, sondern eine „regionale Organisation der Komunistická strana Československa in der Slowakei“ war und unter diesem Namen bis Ende 1990 existierte
- Im Dezember 1990 hat sich die KSS in Komunistická strana Slovenska - Strana demokratickej ľavice (KSS-SDĽ) umbenannt, im Februar 1991 dann in Strana demokratickej ľavice (SDĽ; deutsch: Partei der demokratischen Linken) und erlangte einen semiselbständigen Status innerhalb der KSČ
- Am 7. April 1992 erlosch die tschechoslowakische KSČ und die Strana demokratickej ľavice setzte ihre Arbeit als eine selbständige Partei fort
- Am 6. März 1991 spaltete sich von SDĽ Komunistická strana Slovenska - 91
- Am 19. März 1991 spaltete sich von SDĽ Zväz komunistov Slovenska
- am 29. August 1992 schlossen sich die zuvor abgespalteten Komunistická strana Slovenska - 91 und Zväz komunistov Slovenska zu einer neuen Komunistická strana Slovenska zusammen

## Die einzelnen Parteien
- Komunistická strana Československa
- Komunistická strana Slovenska (1939)
- Komunistická strana Slovenska (1948)
- Komunistická strana Slovenska - 91
- Komunistická strana Slovenska (1992)
- Strana demokratickej ľavice
- Zväz komunistov Slovenska